# 格洛亚赫
格洛亚赫是奥地利施蒂利亚州费尔德巴赫县的一个市镇。总面积3.38平方公里，总人口232人，人口密度68.6人/平方公里（2001年）。